# Myriam Cliche
Pour les articles homonymes, voir Cliche.
Myriam Cliche, née en 1961 à Sherbrooke et morte le 18 novembre 2022, est une poétesse, illustratrice et linguiste québécoise. Elle écrit en français et publie principalement aux éditions montréalaises de L'Oie de Cravan.

## Œuvres
Myriam Cliche est l'auteure des ouvrages:
- La Voix de l'autre berger (1992)[2],[3]
- 1971 Oiseau (1996)[2]
- Les peintures de forêt (2000)[2]
- Fanette chaque jour (2002)[4]
- Myriam et le loup (2005)[2]
- Fleuve Russe (2008)[2]
- Marguerite Commune (2022)

Elle a également participé à divers projets artistiques.
En 1986, Cliche contribue à la création du logiciel « La Calembredaine » aux côtés d'Alain Bergeron, artiste-programmeur québécois,. Née de « l'ingénierie logicielle [de Bergeron] et l'approche linguistique de la grammairienne Myriam Cliche », cette oeuvre multidisciplinaire a comme « finalité [...] la génération aléatoire et perpétuelle de poésie.»
En octobre 1988, elle présente « La Calembredaine » dans le cadre du projet et exposition artistique « Walter Benjamin Franklin Roosevelt bridge », organisé par .(La Société de conservation du présent).
Depuis 1991, la poétesse rédige au sein de la Revue des animaux, revue littéraire de poésie dirigée par Maïcke Castegnier et publiée par l'Oie de Cravan. Le dernier volume de la revue est paru en juin 2000.
À titre d'illustratrice, elle signe l’œuvre poétique de Karina Mancini, P'tite Peau, parue en 2002.

### 1971 Oiseau(1996)
1971 Oiseau est le second recueil de poésie de Myriam Cliche. Ce dernier rassemble poèmes et illustrations portant sur l'enfance de la poétesse à Sherbrooke[réf. nécessaire]. Ce recueil est publié aux éditions de l'Oie de Cravan[réf. nécessaire].
Dans les mots de David Cantin, journaliste au Devoir, 1971 Oiseau permet à la poétesse de « retrouve[r] "l'existence d'enfant" pour mieux illustrer les croquis naïfs de sa mémoire ». Comme l'exprime Roger Chamberland, la poétesse « livre avec humour et intensité ses petites confidences de l'enfance ».

### Les peintures de forêt(2000)
Les peintures de forêt s'agit de la troisième publication de Myriam Cliche. Ce « journal poétique écrit par une enfant observatrice, émerveillée et critique », publié aux éditions de l'Oie de Cravan, présente également deux illustrations réalisées par de Luce Longpré et Gisèle Poupart.
Pour la revue littéraire québécoise Moebius, la poétesse apparaît dans ce recueil « comme [une] peintre expérimentée à l'affût de bribes de souvenirs personnels, de mythes urbains et de portraits ludiques. »

### Myriam et le loup(2005)
Myriam et le loup est la cinquième publication de la poétesse québécoise. Il s'agit d'un recueil de poésie illustré par Anna Beaudin et publié aux éditions de l'Oie de Cravan.
Les thèmes de l'amour et de la solitude y sont récurrents[réf. nécessaire]. Thierry Bissonnette, journaliste au Devoir, décrit Myriam et le loup « comme un long poème d'amour. »

### Fleuve Russe(2008)
Fleuve Russe représente la plus récente publication de l'auteure. Publié aux éditions de l'Oie de Cravan, Fleuve Russe est une bande dessinée à tendance poétique entièrement réalisée par Cliche[réf. nécessaire]. Il s'agit « [d']un projet qui lui permet d'unir pour la première fois son travail graphique à l'univers poétique qui l'a fait connaître. »
Le recueil est accompagné d'une bande sonore réalisée par Lucien Midnight et David Brunet[réf. nécessaire].
Fleuve Russe apparaît sur la liste des recommandations de poésie jeunesse de Cécile Gladel, chroniqueuse à Radio-Canada.

## Prix, bourses et distinctions

### Académie de la vie littéraire, 2008
En 2008, dans le cadre du premier Gala de l'Académie de la vie littéraire, fondée par Mathieu Arsenault, Cliche est lauréate du prix de Mont-Schärr pour son œuvre, Fleuve Russe (2008). Le prix est nommé en l'honneur du groupe punk-rock québécois, Vent du Mont Schärr[réf. nécessaire].
L'Académie de la vie littéraire tente de décerner des prix aux « livres qu[e l'Académie] apprécie et qui, pour toutes sortes de raisons, ont moins de chances que les autres de gagner ailleurs.»